# Fiskfåglar
Fiskfåglar (Ichthyornithiformes), är en utdöd ordning fåglar med stratigrafisk utbredning från yngre krita. Ordningen delas i sin tur in två familjer, Apatornithidae och Ichthyornithidae.